# Goodenia halophila
Goodenia halophila är en tvåhjärtbladig växtart som beskrevs av Albr. Goodenia halophila ingår i släktet Goodenia och familjen Goodeniaceae. Inga underarter finns listade i Catalogue of Life.